# Aleksander Bańka
Aleksander Ryszard Bańka (ur. 1979) – polski politolog; doktor habilitowany nauk humanistycznych; ekspert w dziedzinie filozofii chrześcijańskiej oraz nowożytnej i współczesnej filozofii francuskiej; członek Rady Duszpasterskiej Archidiecezji Katowickiej; świecki lider Centrum Duchowości Ruchu Światło-Życie Archidiecezji Katowickiej; autor książek o tematyce religijnej; mianowany delegatem Kościoła w Polsce na otwarcie procesu synodalnego w Rzymie; profesor uczelni Uniwersytetu Śląskiego w Katowicach w Instytucie Filozofii Wydziału Humanistycznego; współpracownik Radia eM i Gościa Niedzielnego; antropolog, ontolog, epistemolog, neotomista; dziennikarz; prowadzi ewangelizujący kanał w serwisie YouTube.

## Życiorys naukowy
Doktorat w dyscyplinie filozofii obronił w styczniu 2007 roku na Wydziale Nauk społecznych Uniwersytetu Śląskiego w Katowicach dysertacją Désiré Merciera ogólna teoria pewności, przygotowaną pod kierunkiem prof. Krzysztofa Wieczorka. Habilitację w tej samej dyscyplinie uzyskał 30 września 2014.

### Badania i zainteresowania naukowe
Badania i zainteresowania naukowe dr. Bańki koncentrują się wokół chrześcijańskiej ascezy i mistyki, świętego Jana od Kryża, neoscholastyki, duchowości Ojców Pustyni, aniołów, psychologii oraz metafizyki.

## Prywatnie
Żonaty, ma dzieci.